# Liste der Naturdenkmale in Breidenbach
Die Liste der Naturdenkmale in Breidenbach nennt die im Gebiet der Gemeinde Breidenbach im Landkreis Marburg-Biedenkopf in Hessen gelegenen Naturdenkmale.
| Bild                                    | Bezeichnung                      | Ortsteil, Lage                             | Beschreibung                                                                       | Art        | Nr. |
| --------------------------------------- | -------------------------------- | ------------------------------------------ | ---------------------------------------------------------------------------------- | ---------- | --- |
| BW                                      | Buchengruppe „Rötgens Großvater“ | Oberdieten 50° 50′ 55,7″ N, 8° 24′ 51,8″ O | Zwischen einer knorrigen Hainbuchengruppe und Niedriggehölzen auf einem Hügel.     | Baumgruppe |     |
| Direkt Bild zu diesem Denkmal hochladen | Rotbuche                         | Niederdieten                               | 18 m hoher Baum auf kleiner Lichtung an einem Waldweg südlich der Höhe Großersloh. | Einzelbaum |     |

## Belege
1. ↑  
Naturdenkmale in Hessen. (pdf; 405 kB) Anlage zu Kleine Anfrage der Abg. Ursula Hammann (BÜNDNIS 90/DIE GRÜNEN) vom 15.04.2011 betreffend Biotopverbund Teil 2 und Antwort der Ministerin für Umwelt, Energie, Landwirtschaft und Verbraucherschutz. Hessischer Landtag, 22. Juni 2011, S. 90–102, abgerufen am 4. Februar 2016.

- Karte mit allen Koordinaten:
- OSM |
- WikiMap